# Caloptilia zonotarsa
Caloptilia zonotarsa är en fjärilsart som först beskrevs av Edward Meyrick 1936.  Caloptilia zonotarsa ingår i släktet Caloptilia och familjen styltmalar. Inga underarter finns listade i Catalogue of Life.